# Echte chinchillaratten
Echte chinchillaratten (Abrocoma) zijn een geslacht van knaagdieren uit de familie chinchillaratten (Abrocomidae). Ze komen voor van het zuiden van Peru tot het midden van Chili en het noordwesten van Argentinië. Tegenwoordig zijn er acht soorten bekend, maar Cuscomys oblativus wordt nog vaak tot Abrocoma gerekend, en zes van deze soorten zijn pas sinds 1990 herkend als zodanig.
In het noordwesten van Argentinië komen vijf soorten voor, allemaal in een apart, klein berggebied. Ook de Boliviaanse chinchillarat (A. boliviensis) komt in een zeer klein gebied voor. Dat suggereert dat deze dieren extreem vatbaar zijn voor allopatrische speciatie.

## Soorten
Er worden zes soorten in dit geslacht geplaatst:
- Abrocoma bennettii – Chileense chinchillarat
- Abrocoma boliviensis – Boliviaanse chinchillarat
- Abrocoma budini – Sierra de Ambato-chinchillarat
- Abrocoma cinerea – Gewone chinchillarat
- Abrocoma schistacea – Sierra del Tontal-chinchillarat
- Abrocoma vaccarum – Punta de Vacas-chinchillarat